# Ірбене
Ірбене — село волості Анцес Вентспілського краю. Розташоване на півночі волості, за 18,4 км від волостного центру Анце, за 34,1 км від краєвого центру Вентспілс і за 208,8 км від Риги. Розташоване біля траси Р124, на березі річки Ірбе. Колишній радянський секретний об'єкт космічної розвідки «Звёздочка», а нині місце розташування найбільшого в північній Європі радіотелескопа РТ-32.

## Історія
Ірбене утворилося навколо секретного об'єкта радянської армії «Звёздочка», де здійснювалося перехоплення супутникового зв'язку. На об'єкті знаходилися багатоповерхові будинки, школа, крамниця, спортивний центр, клуб. Тим не менш, цей секретний населений пункт не відмічався на радянських картах. Увійти в населений пункт можна було лише за спеціальними перепустками. Після того, як радянська армія в 1993 році залишила Латвію, населений пункт залишилась покинутим, а радіоантени були передані Академії наук Латвії. Було створено Вентспілський міжнародний радіоастрономічний центр, який займається спостереженнями природних і штучних космічних радіоджерел.